# 旋轉門

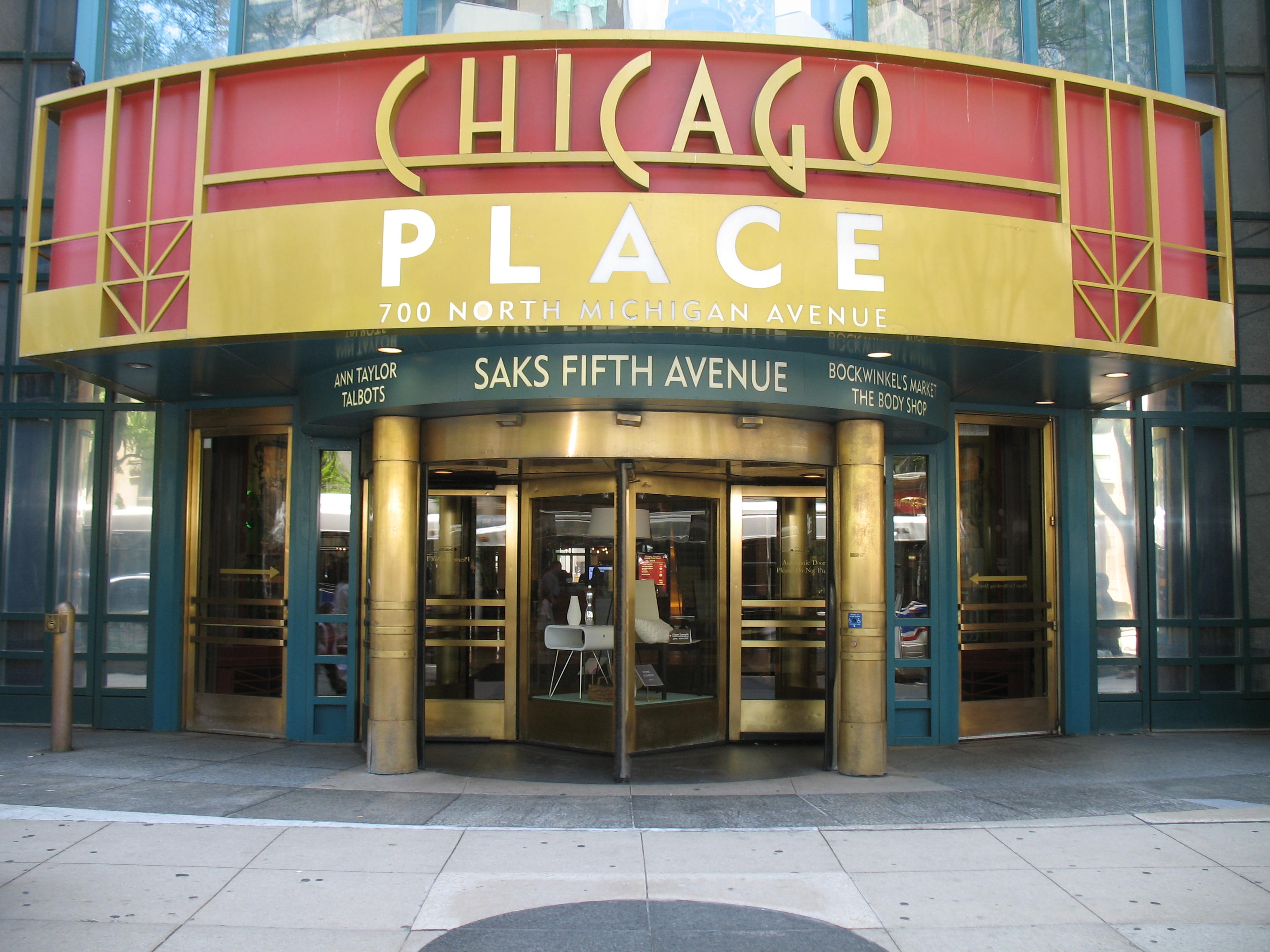
旋轉門

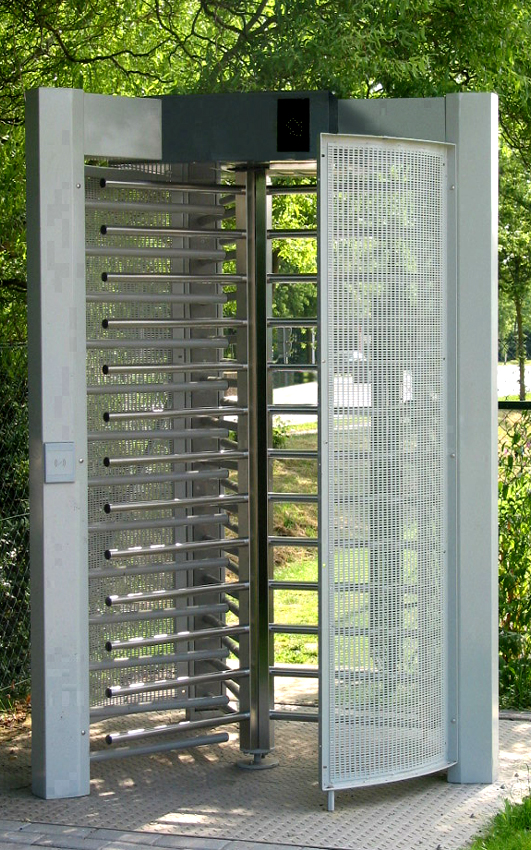
單向旋轉閘有保安作用，適用於車站、超級市場、公眾游泳池的出口，有出無入。

旋轉門，是門的一种，一般由玻璃制成，多为四翼，也有三翼等。多置于公司、医院、饭店、百货公司、商场、政府部门、办公大楼等人流较多、出入频繁的建筑物。

## 作用
- 旋转门具有美感，能起装潢作用，有助于提升企业的形象。
- 提供宽敞的空间让人通行，省却了开门关门。
- 能阻挡住室外的风及避免高层建筑产生的回流现象。
- 通过旋转门，室内外只交换一小部分空气，这样节省了冷暖气。
- 发电功能，美国一家名为“桑托斯”超市在旋转门下的地下室里安装了相当于发条的人体能量收集、转化器。每天有数以万计的人出出入入，推动着旋转门产生的电力可供超市的照明和电梯的使用。
- 有不少風水師都聲稱旋轉門有風水的效用。所以，中國銀行在香港的總部及舊總行都安裝有旋轉門。

## 分类
- 自动旋转门
- 两翼旋转门
- 三翼旋转门
- 四翼旋转门

## 隱藏的危機
旋轉門雖然很方便，但若安裝方面不夠小心的話，就會造成潛在的危險。在香港，曾有一名女童被旋轉門夾傷腳部；在北京，亦發生旋轉門卡死三歲小童的意外。

## 政治含意
中華民國有旋轉門條款防止公務員日後轉到商業機構工作時牟取不當利益。
在香港政治制度中「旋轉門」是一專門名詞，指政府官員往返擔任公務員及政治任命官員的安排。公務員由於要恪守政治中立，如接受成為政治任命官員後一般不能再擔任公務員。如有人獲此安排（例如須由公務員轉任的公務員事務局局長），便可稱為「旋轉門」。

## 參看
- 重新犯罪問題，又名「旋轉門綜合症」。